# S. R. Srinivasa Varadhan
S. R. Srinivasa Varadhan (n. 2 ianuarie 1940, Chennai, India Britanică) este un matematician  câștigător al Premiului Abel în .